# A11 (België)
De A11, deel van de E34, is een Belgische autosnelweg die loopt van Antwerpen naar Brugge. Tussen Assenede en Westkapelle ontbreekt een deel, waar de N49 nog niet is omgebouwd naar autosnelwegnormen.
Bij het kruispunt Assenede, net voorbij het knooppunt Zelzate-West, gaat de A11 over in de N49. Deze gaat via Maldegem verder tot in Knokke. Op termijn verdwijnen de resterende gelijkvloerse kruispunten, waardoor ook dit laatste gedeelte, echter tot aan Westkapelle, het nummer A11 zal krijgen. Ter hoogte van Westkapelle draait de A11 af richting Brugge via een op 1 september 2017 geopend stuk snelweg, gebouwd als project AX.
Op het traject Antwerpen-Zelzate sluit de nummering van de afritten aan bij die van de Antwerpse Ring (afrit 7).
Er is langs de A11 geen enkele parking alhoewel op het gewestplan ruimte is gereserveerd voor een dienstenzone tussen Stekene en Koewacht.

## Geschiedenis

### Plannen voor Antwerpen - oostkust
De plannen voor een autoweg van Antwerpen naar de kust zijn zeer oud en eerste onteigeningen met het oog op de aanleg vonden al in 1937 plaats tussen Zelzate en Maldegem. Bij de heropbouw van België na de Tweede Wereldoorlog zijn nieuwe plannen gemaakt voor een autosnelweg met 2 x 2 rijvakken, maar de aanleg zou pas veel later starten en over vele decennia gespreid worden omdat de overheid de weg nooit als een prioriteit beschouwde. In het wegennet fungeerden de E17 van Antwerpen naar Gent en de E40 van Gent naar Oostende immers als alternatief. Dit is ten dele nog steeds zo: voor Antwerpen - Oostende is de route over Gent vaak sneller dan via Zelzate.

### Plannen voor autosnelweg A11 Brussel - oostkust
In het autosnelwegenprogramma van 1972 komt de A11 voor als een snelweg van Brussel naar Knokke, via Asse, Dendermonde, Lokeren en Zelzate. In 1976 slankt Louis Olivier het autosnelwegenprogramma af en zou enkel het gedeelte Brussel - Lokeren gerealiseerd worden omdat het gedeelte Lokeren - Knokke te weinig verkeer zou trekken. In 1978 verdwijnt ten slotte ook het stuk Brussel - Lokeren van de tekentafel omwille van sterke tegenstand in de regio van Asse tegen de komst van een nieuwe snelweg.

### Aanleg expresweg N49
Ondanks dat de A11 Brussel-Lokeren-oostkust officieel van de plannen verdwenen was, werd er wel voortgewerkt aan een 'expresweg' N49 van Antwerpen naar de kust. Men begon de bouw met het traject van Antwerpen-Linkeroever tot de N403 bij Kemzeke (nu afrit 11), waar aanvankelijk enkel het noordelijke rijvak (van Antwerpen richting kust) werd gebouwd met verkeer over één rijstrook in beide richtingen. De bouw van de N49 vorderde echter gestaag zodat op 1 juli 1983 de hele weg van Antwerpen tot Knokke voltooid was. De weg werd gerealiseerd met overal gescheiden rijvakken, pechstroken, een strook voor fietsers in de twee richtingen en met gelijkvloerse kruispunten met op veel plaatsen verkeerslichten.
Op enkele plaatsen was al vroeg een aansluiting met een brug en op- en afritten voorzien, bijvoorbeeld bij de N450 (nu afrit 9 van de E34) of bij de R4 (Zelzate-Oost), maar tegelijk waren er talrijke gelijkvloerse kruisingen, met en zonder verkeerslichten. Op het grootste gedeelte in Oost-Vlaanderen geldt een snelheidsbeperking van 120 km/u, met een beperking tot 90 km/u op 300 m van een kruising. Tussen Maldegem en Westkapelle geldt een beperking van 90 km/u.

### Omvorming tot autosnelweg

#### Aanzet
Sinds het afwerken van de N49 in 1983 kreeg de autoweg al snel de reputatie van 'dodenweg'. Al in 1984 ging men werk maken van de omvorming tot autosnelweg, eerst van het stuk Antwerpen - Zelzate, later ook van het meer westelijke gedeelte. In 1984 werd eerst het hele traject van Antwerpen tot Maldegem bij de autosnelwegen ingedeeld (KB van 12 januari 1984), maar kort daarop werd dit weer gewijzigd en beperkt tot Zelzate (wijzigend KB van 19 oktober 1984). Pas bij het ministerieel besluit van 24 oktober 1991 (de bevoegdheid voor wegenbouw was ondertussen geregionaliseerd naar de gewesten) werd ook het traject Zelzate-Maldegem bij de snelwegen ingedeeld, wat de basis legde voor de omvorming van de weg tot snelweg, een proces dat vandaag nog steeds niet helemaal voltooid is.

#### RSV: Visie

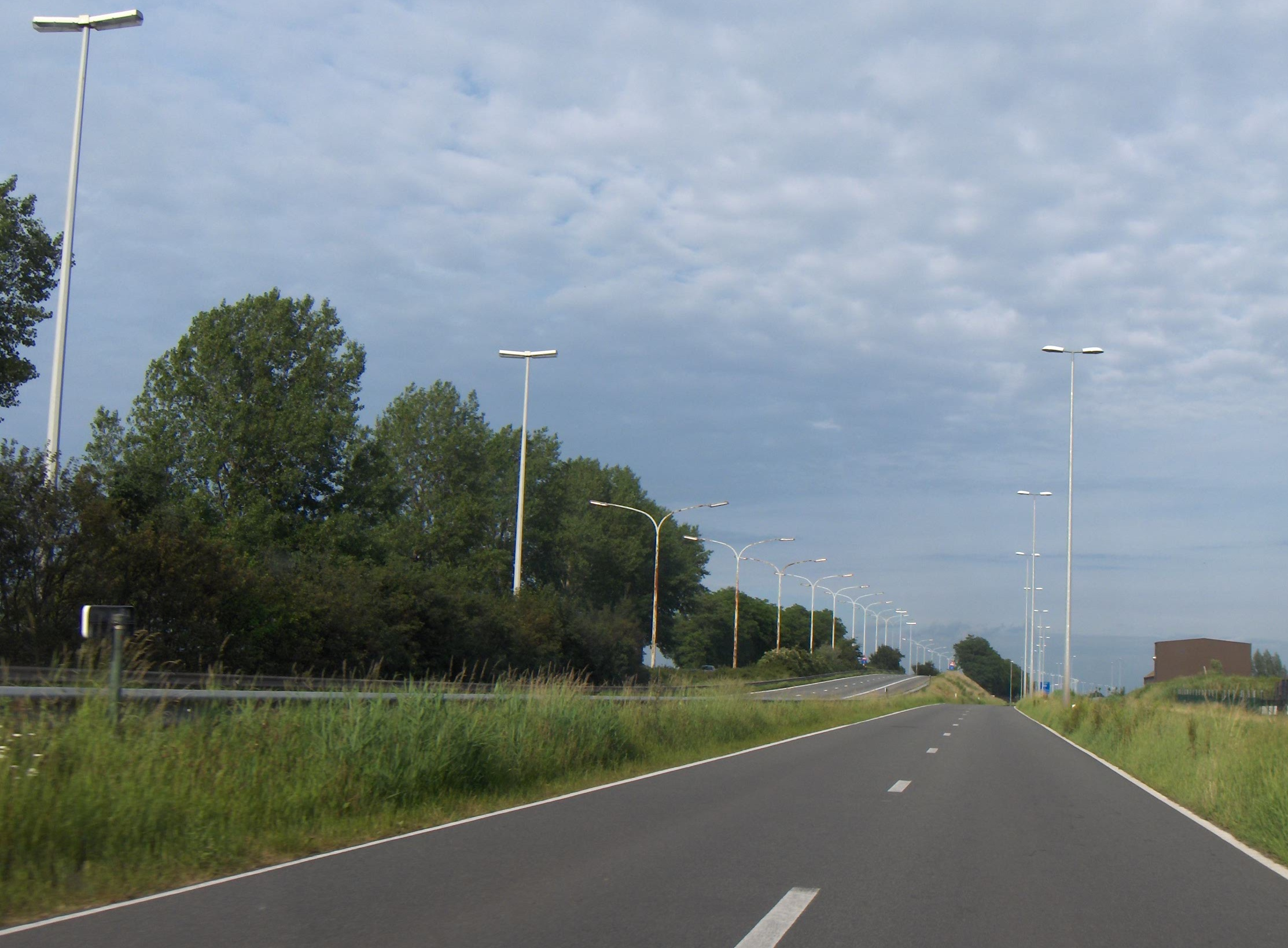
Laterale weg van de A11 voor lokaal verkeer (Sint-Gillis-Waas)

Het Ruimtelijk Structuurplan Vlaanderen (RSV) uit 1997 bevestigde de noodzakelijke ombouw van de N49 tot de autosnelweg A11 voor het hele traject van Antwerpen-Linkeroever tot Westkapelle door de selectie als hoofdweg. Door deze selectie werd de beslissing uit 1991 (Antwerpen-Maldegem) bevestigd. Tegelijkertijd werd er ook gezegd dat de hoofdweg verlengd zou moeten worden tot Blauwe Toren in Brugge door middel van een nieuwe, nog te ontwerpen, weg: de zogeheten AX.
Aanvankelijk werd gedacht dat elke gemeente langs de snelweg een op- en afrit zou krijgen, zoals bij de in de jaren ’60 en ’70 gebouwde snelwegen in België doorgaans het geval was, maar dat werd later teruggeschroefd; voor de gemeenten Sint-Gillis-Waas en Wachtebeke is geen aansluiting voorzien. Dit is een gevolg van een nieuwe aanpak in de ruimtelijke ordening in het RSV, waarbij in zogeheten "buitengebieden" geen grote structurele ingrepen mogen gebeuren, tenzij daar gewichtige redenen voor zijn. Daardoor zal de toekomstige A11 voor Belgische normen weinig aansluitingen hebben. Een uitzondering op dit principe is de aansluiting te Moerbeke-Waas.
Als alternatief werd gekozen voor de aanleg van laterale wegen (parallelwegen met de snelweg) die het lokale verkeer opvangen en naar de aansluitingen leiden. Tussen afrit 11 (Kemzeke) en 10 (Vrasene) is deze parallelweg voltooid. Tussen Kemzeke en Zelzate verkeerden de laterale wegen in 2009 grotendeels in de staat van voor het afsluiten van de kruisingen met de N49. Ze zijn niet voorzien op zwaar en druk verkeer en daardoor overbelast.
Door de voorgeschiedenis als gewone autoweg beschikt de N49/A11 tussen Antwerpen en Knokke over geen enkel pompstation, servicepunt of parking. Een servicepunt werd voorzien in het gewestplan op het grondgebied van Stekene even ten westen van de Heistraat.

#### Antwerpen - Zelzate

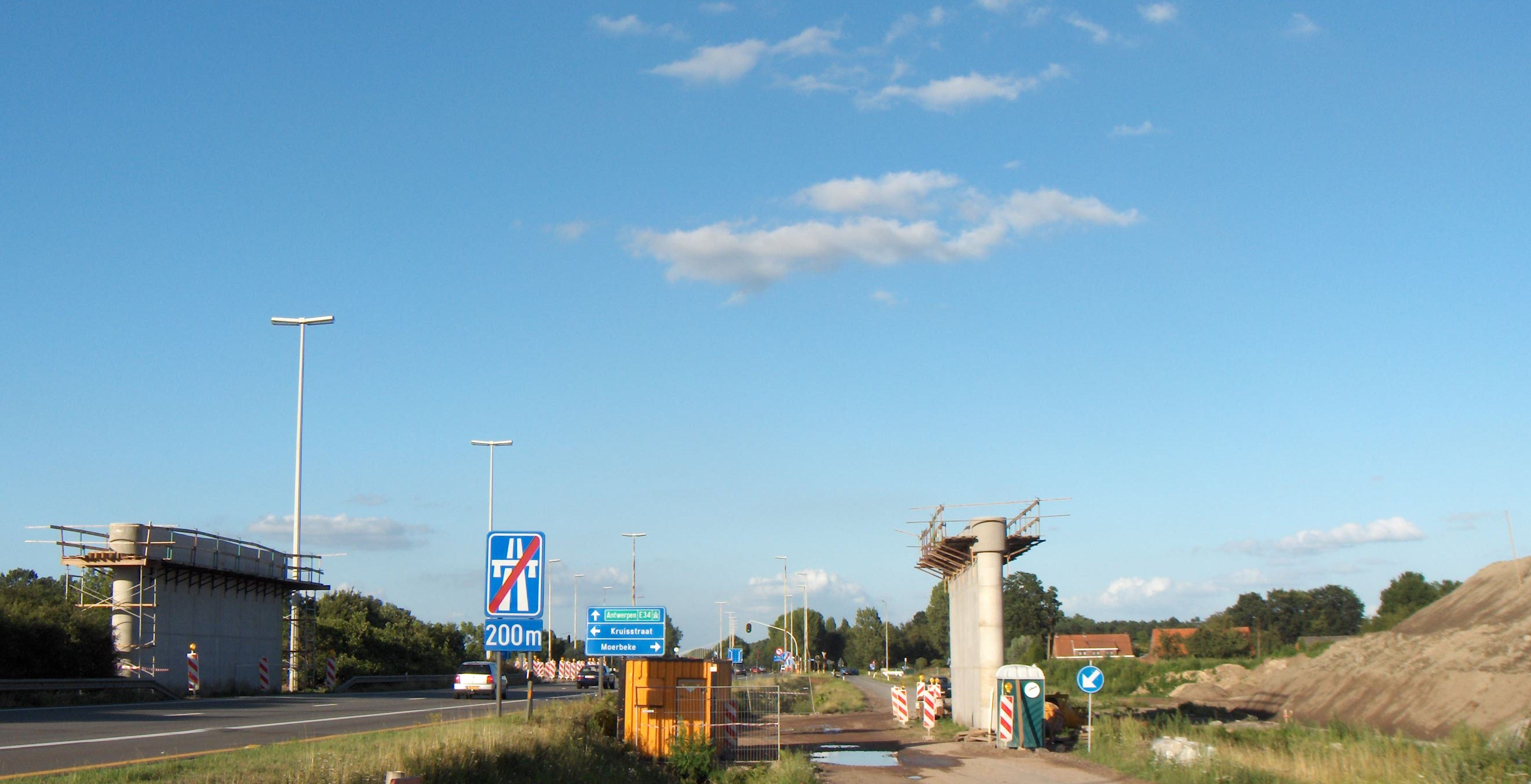
Aanleg van de aansluiting te Moerbeke-Kruisstraat in 2009

De omvorming van het gedeelte tussen Antwerpen en Zelzate tot autosnelweg begon in de jaren 90 en verliep onsystematisch. Zo werden de kruispunten met de N403 bij Kemzeke en met de N451 bij Vrasene (afrit 10 van de A11) van een aansluiting voorzien terwijl de tussenliggende gelijkvloerse kruising met de Kemphoekstraat in Sint-Gillis-Waas  lange tijd bleef bestaan (inmiddels afgesloten). De afwisseling van feitelijke stukken snelweg met kruispunten zorgde voor gevaarlijke verkeerssituaties en ongevallen.
Begin jaren 2000 werden tijdens een periode van versnelde investeringen alle kruisingen tussen Moerbeke en Zelzate van bruggen voorzien of afgesloten, echter met uitzondering van de gelijkvloerse kruising met de Kruisstraat in Moerbeke, waarvoor men moest wachten tot 2010. Dit was een gevolg van de onzekerheid over de toekomst van de suikerfabriek ISCAL Sugar in Moerbeke (die veel vrachtwagens aantrok), waarvan het al of niet aanleggen van een aansluitingscomplex oorspronkelijk afhing. Uiteindelijk ging men in 2006 uit van het voortbestaan en zelfs de uitbreiding van de fabriek en besloot tot de omvorming van het kruispunt tot een op- en afrittencomplex. Begin 2008 ging Iscal Sugar echter definitief dicht, maar niettemin werd in maart 2009 begonnen met de bouw van de aansluiting voor de toekomstige afrit 12. De werkzaamheden zijn beëindigd in december 2010.

#### Zelzate - Westkapelle
Bij de eerste golf van versnelde investeringen in het begin van de jaren 2000 werd voornamelijk gefocust op het gedeelte Antwerpen - Zelzate. Toch werden in deze periode ook enkele ingrepen uitgevoerd aan het gedeelte ten westen van Zelzate (aansluiting R43). Het stuk van Zelzate tot Westkapelle werd reeds gedeeltelijk omgebouwd tegen 2017. In dat jaar werd immers de verlenging van de A11 naar de haven van Brugge-Zeebrugge in gebruik genomen. De afwerking van de resterende werken zijn voorzien tegen ten vroegste 2022.

#### Westkapelle - Brugge: project AX

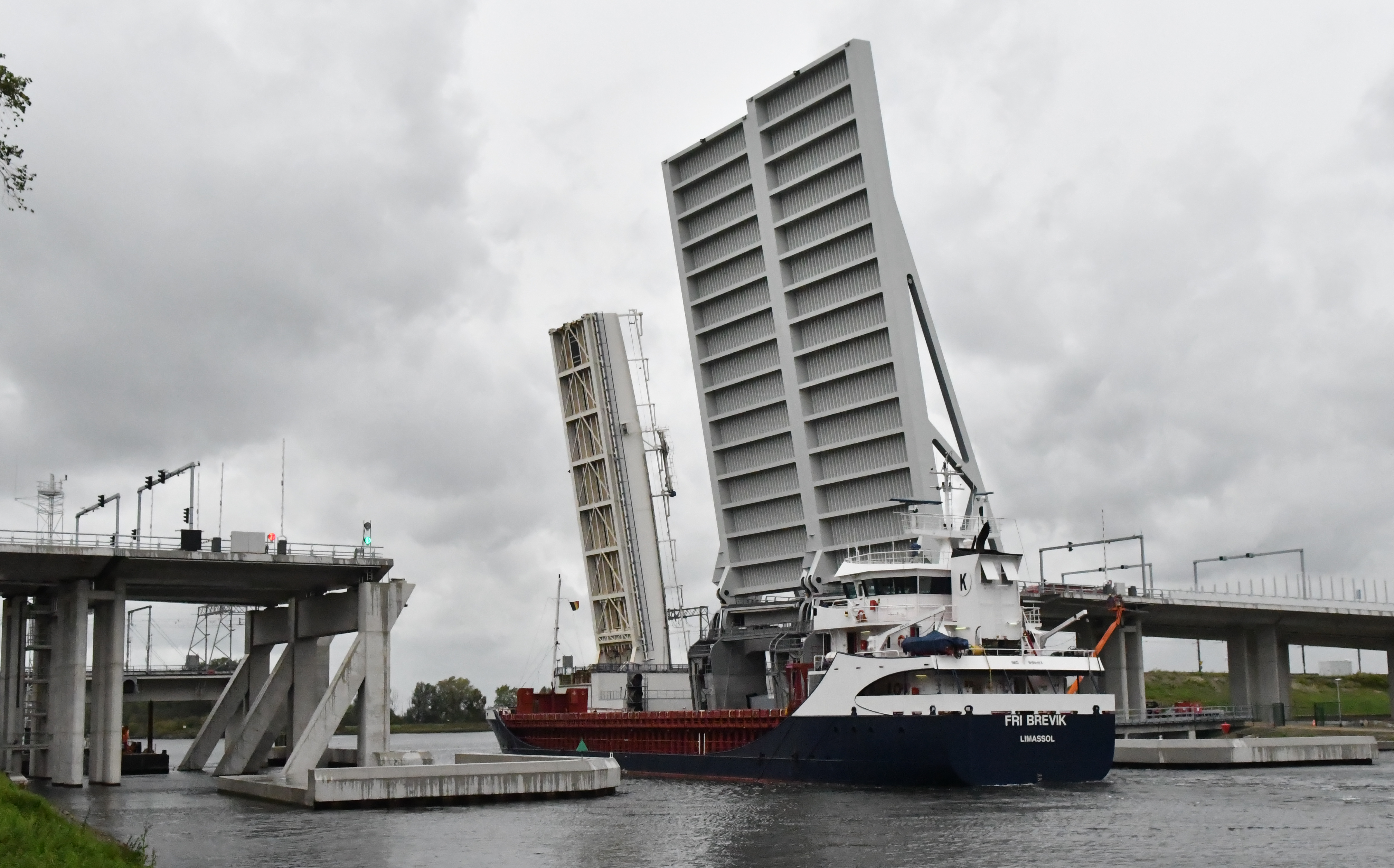
Basculebruggen in de A11 en de spoorlijn 51B geopend voor een zeeschip

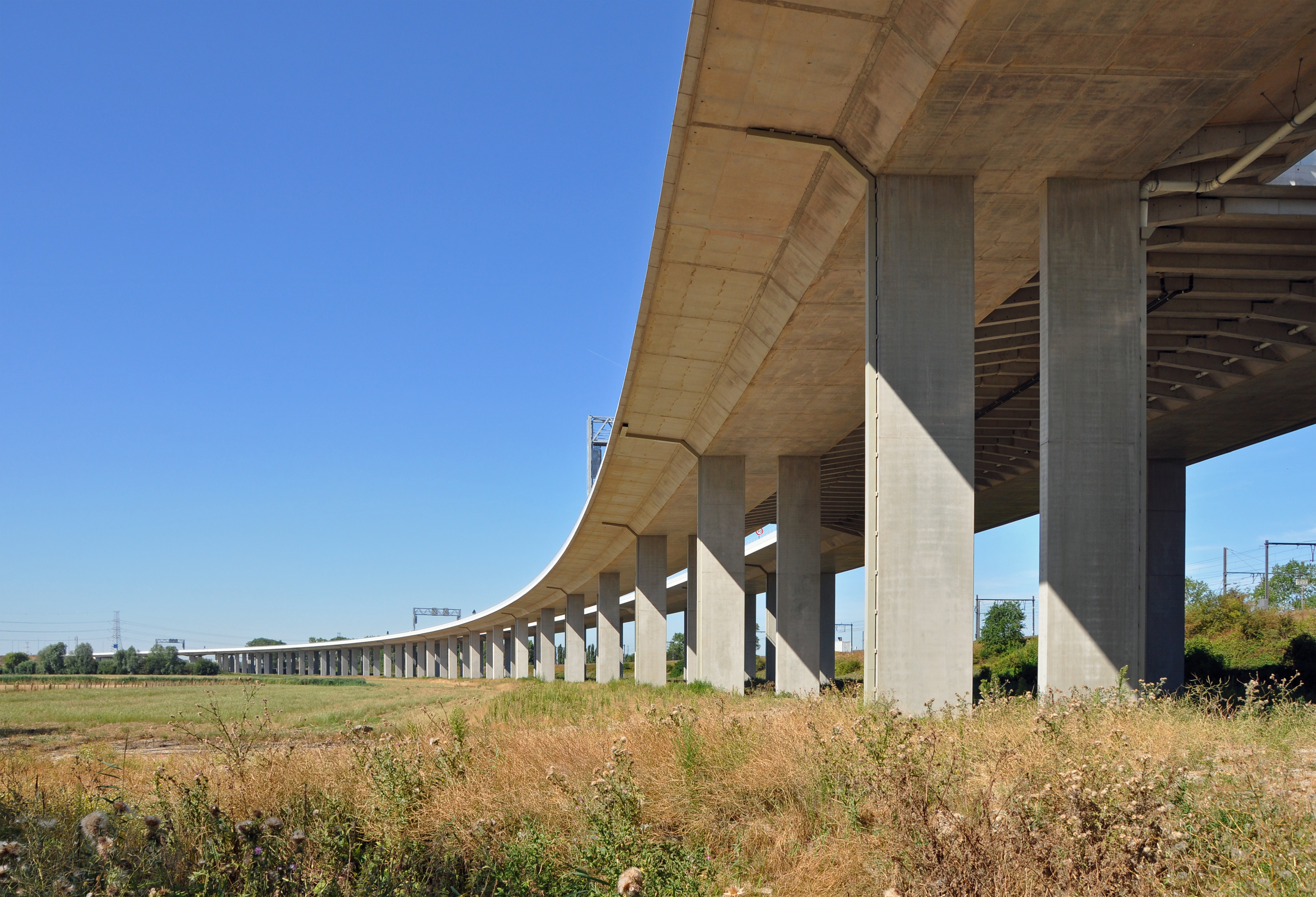
Het viaduct van de A11 tussen de Blauwe Toren en de brug over het Boudewijnkanaal in Brugge

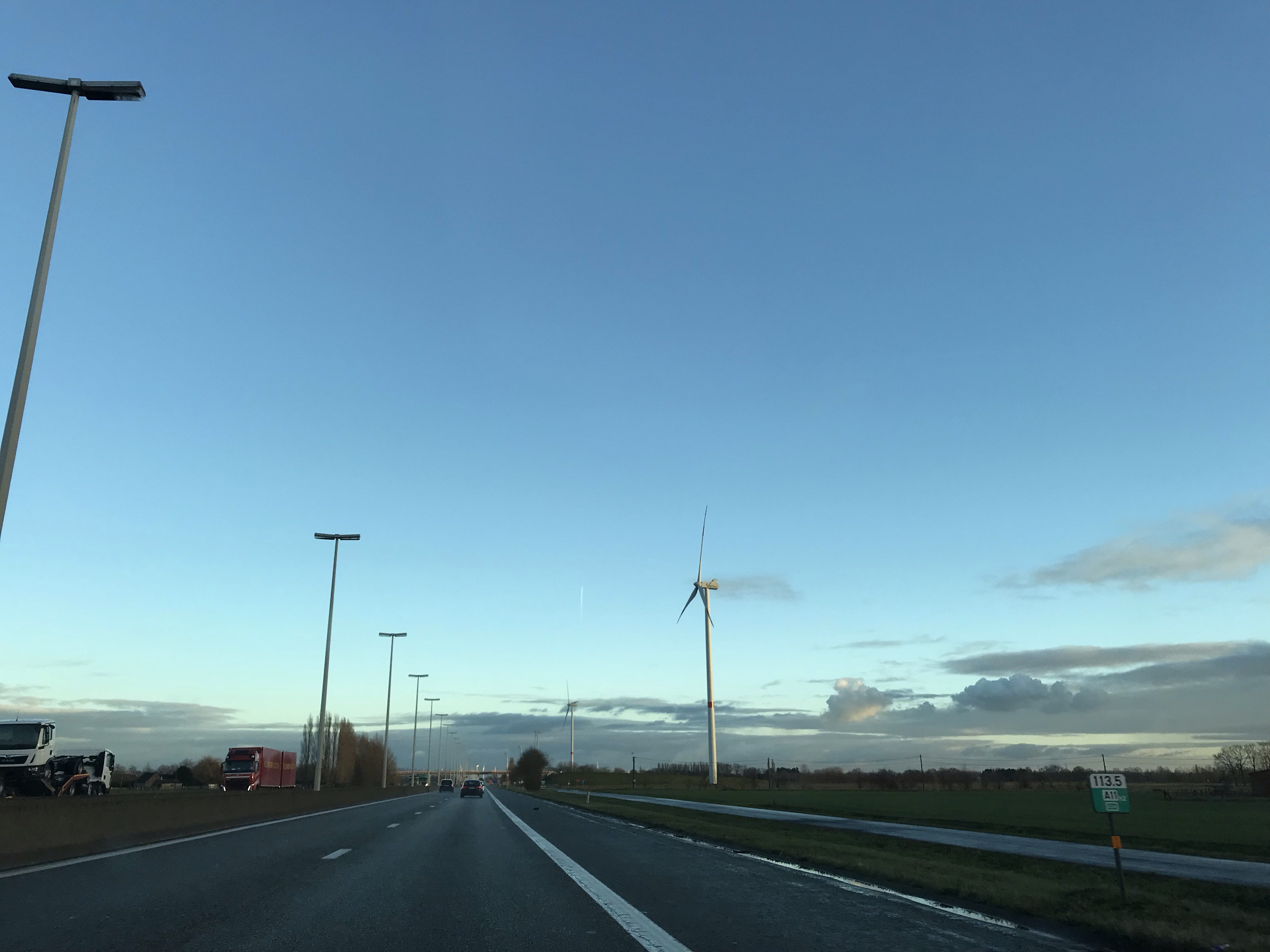
Windmolens bij de A11 ten hoogte van Assenede.

AX was de werknaam van de elf kilometer lange nieuwe snelweg tussen de N31/E403 ter hoogte van de Blauwe Toren in Brugge en N49/E34 net ten zuiden van Westkapelle. De snelweg ontsluit de haven van Brugge-Zeebrugge verder en splitst het kustverkeer op.
De aanleg van de AX werd al voorzien in het RSV in 1997. Het plan-MER werd opgemaakt in 2006. In 2008 beoogde men een start van de werken in 2010 of 2011 en een oplevering in 2014. In 2013 werd bekendgemaakt dat het nieuwe stuk snelweg deel zou gaan uitmaken van de A11 en dus geen nieuwe eigen naam zou dragen. De effectieve aanleg begon pas in maart 2014. Op 1 september 2017 werd de snelweg opengesteld voor het verkeer. De totale kostprijs van het project was 674 miljoen euro. De prijs is hoog omdat er op en langs de snelweg een aantal extra bouwwerken staan, zoals fietspaden, tunnels, bruggen, geluidswerende voorzieningen, etc. Ook is deze autosnelweg de eerste Belgische autosnelweg met een beweegbare brug, een basculebrug genaamd de Roskambrug. Deze was nodig om het vrachtverkeer per schip over het Boudewijnkanaal niet te onderbreken en om het polderlandschap niet te schaden door een hoge brug met lange aanlooptaluds.

#### Overzicht van de omvorming tot autosnelweg
(jaar van ingebruikname en kostprijs indien bekend):
- Knooppunt met de E17 en aansluiting Antwerpen-Linkeroever (afrit 7): maart 1998
- Aansluiting Waaslandhaven-Oost (afrit 8): tussen 1983 en 1995
- Aansluiting Melsele (afrit 9): bij aanleg
- Knooppunt met R2 (Beveren): 1991
- Aansluiting Vrasene (afrit 10): 1991 (?)
- Zalegembrug (Meerdonk): december 2000 (ca. 2 mln euro)
- Afsluiten kruispunt Kemphoekstraat (Sint-Gillis-Waas): mei 2002
- Parallelweg Vrasene – Kemzeke (tevens afsluiten van afrit 't Kalf, Sint-Gillis-Waas): november 2002
- Aansluiting Kemzeke-De Tromp (afrit 11): 1991 (?) (rotondes op N403 in 1999)
- Brug en 2 voetgangerstunnels (Stekene): januari 2002 (?)
- Afsluiten kruispunten Heistraat en Nachtegaalstraat (Stekene): januari 2002
- Afsluiten kruispunt Pereboom (Moerbeke): juli 2001
- Aansluiting Moerbeke-Kruisstraat: maart 2009 - december 2010 (afrit 12)
- Ramonshoekbrug (Wachtebeke): april 2003 (ca. 2,5 mln. euro)
- Langeledebrug (Wachtebeke): november 2002 (ca. 5 mln. euro)
- Aansluiting Zelzate-Oost/R4: bij aanleg (afrit 13)

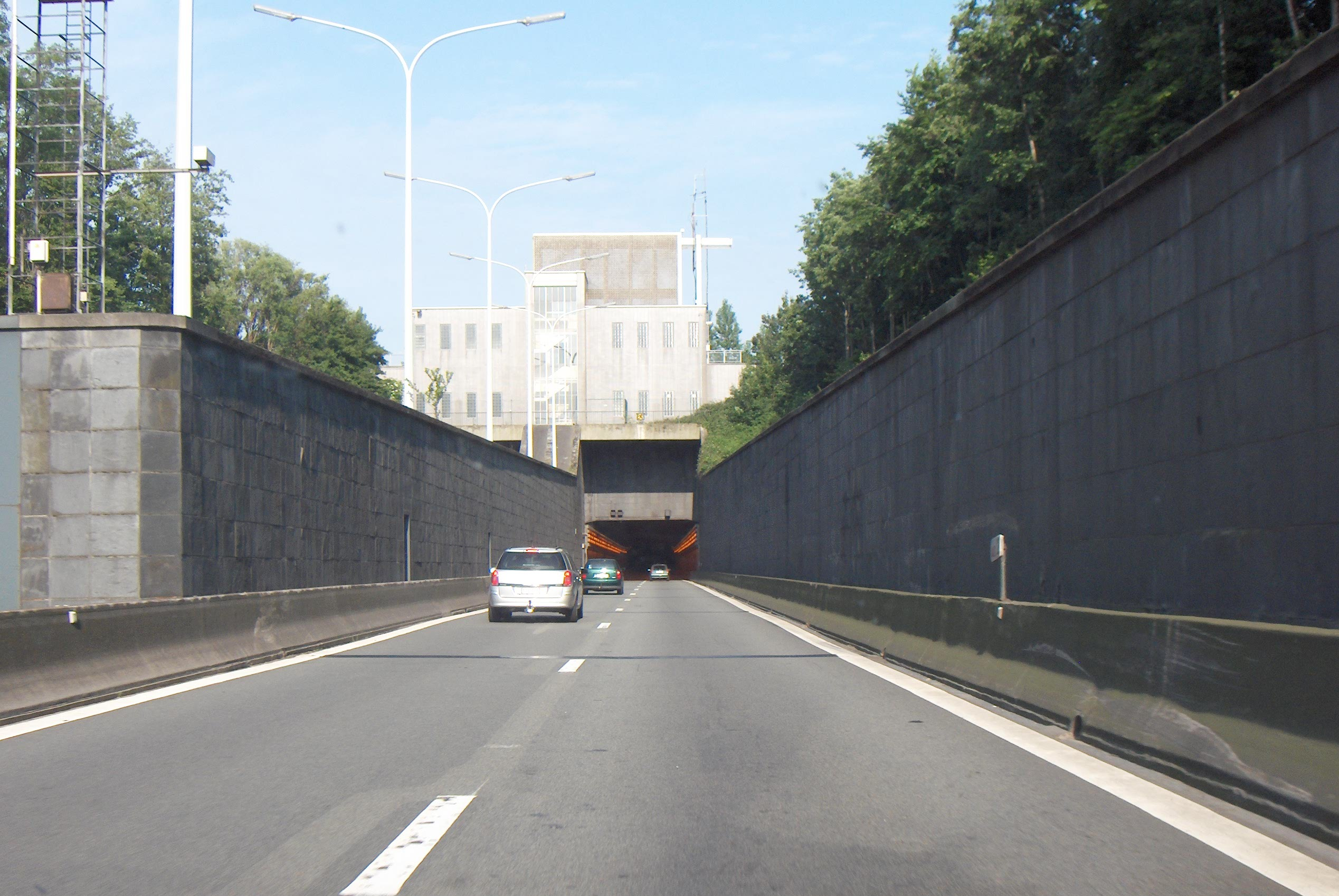
A11, tunnel onder het kanaal Gent-Terneuzen (richting Antwerpen) t.h.v. Zelzate

- Aansluiting Zelzate-West/R4: juli 2004 (afrit 14)
- Vervanging door bruggen van vier lichtengeregelde kruispunten in Assenede[6]
  - Brug Stoepe: met aansluiting industriezone en parallelweg naar R4, geopend op 28 oktober 2023[3]
  - Brug Nieuwburgstraat: aansluitend op voltooiing brug Stroomstraat: start bouw na 2026[3]
  - Brug Oosthoek: aansluitend op voltooiing brug Stroomstraat: start bouw na 2026[3]
  - Brug Stroomstraat: aanvankelijk voorzien in 2017, daarna einde 2018, uiteindelijk afgewerkt in april 2019
- Bouwen aansluiting Kaprijke: start bouw oorspronkelijk voorzien in 2022[3] (toekomstige afrit 15), huidige planning onbekend. Knooppunt niet in oorspronkelijke streefbeeld van de N49, waardoor planMER (reeds afgewerkt) en een ruimtelijk uitvoeringsplan (RUP) nodig was. Op 21 november 2023 startte de gemeente Kaprijke in de nabijheid van dit kruispunt met de bouw van een fietstunnel, die in het najaar van 2024 in gebruik werd genomen[7][8].
- Eeklo
  - Fietsbrug Aalstgoed (Petenbrug): 2001
  - Brug Peperstraat Eeklo: april 2008 (ca. 2,5 mln. euro)
  - Bouwen fietserstunnel Sint-Jansdreef: niet meer gepland. Er bleek geen noodzaak voor deze brug, wegens gebruik van bestaande bruggen Peperstraat (ten oosten) en Maroyendam (ten westen bij afrit 16).
  - Aansluiting Eeklo R43: juli 2002 (afrit 16)
  - Bouwen tunnel Sint-Laureinsesteenweg in Balgerhoeke (verbrandingsoven Eeklo): geopend op 1 september 2017[9]
- Maldegem
  - Bouwen tunnel Celieplas → Bouwen fietsersbrug Celieplas: start bouw in 2026[3]
  - Op- en afrit Maldegem N44/N410 met keerlus (toekomstige afrit 17): start bouw keerlus na 2026, start bouw op- en afritcomplex N410 na 2026[3]
  - Bouwen fietserstunnel Vakebuurtstraat: start bouw na 2026[3]
  - Bouwen tunnel Passiedreef / Koning Albertlaan: project samen met fietstunnel Vakebuurtstraat, werken starten na 2026.
- Aanleg parallelweg Maldegem - Den Hoorn en bouw nieuwe brug over Schipdonk- en Leopoldkanaal: Bouw gestart in 2024, werken tot 2026.[3]
- Bouwen tunnel Waterpolder (Den Hoorn): Bouw gestart in 2024, werken tot 2026.[3]
- Parallelweg Den Hoorn - Lapscheure: gerealiseerd
- Lapscheure en Hoeke
  - Ondertunneling t.h.v Lapscheure (Vredestraat) (7,1 mln euro excl. BTW), werken starten in 2027[10]
  - Parallelweg Hoeke (met nieuwe brug): werken starten in 2027.
- Parallelweg Westkapelle: in gebruik sinds 2017.
- aanleg knooppunt A11-autosnelweg (Knokke-Heist): in gebruik genomen op 1 september 2017